# Territoire de l'Indiana
1800–1816
Entités précédentes :
- Territoire du Nord-Ouest

Entités suivantes :
- Indiana

Le territoire de l'Indiana est un territoire organisé des États-Unis. Il est créé par un Act of Congress signé par le président John Adams le 7 mai 1800, qui entre en vigueur le 4 juillet. Il s'agit du premier territoire créé sur les terres du territoire du Nord-Ouest qui avait été organisé en 1787 par l'ordonnance du Nord-Ouest. Il cesse d'exister lorsque l'Indiana entre dans l'Union comme un État, en 1816.

## Frontières
À l'origine, les frontières du territoire comprenaient toutes les terres du territoire du Nord-Ouest situées à l'ouest de la Great Miami et d'une ligne partant vers le nord à partir de sa source, dans le lac Indian, suivant à peu près un méridien situé à 83° 45' ouest. Le territoire s'étendait sur la totalité des États actuels de l'Indiana, de l'Illinois et du Wisconsin, ainsi que sur les parties du Minnesota qui faisaient partie à l'origine du territoire du Nord-Ouest. Il comprenait également la totalité de la péninsule supérieure du Michigan et la moitié occidentale de sa péninsule inférieure, ainsi que la parcelle de l'Ohio actuel située à l'ouest de la Great Miami. Cette dernière fut rattachée à l'Ohio lorsqu'il fut admis dans l'Union, en 1803 ; en même temps, la moitié orientale du Michigan fut intégrée au territoire de l'Indiana. Celui-ci fut réduit en 1805 par la création du territoire du Michigan, puis en 1809, par la création du territoire de l'Illinois. Il disparut le 7 novembre 1816, lorsque l'Indiana devint le dix-neuvième État de l'Union ; le reste du territoire redevint non organisé.

## Gouverneurs
- 1800-1812 : William Henry Harrison
- 1812-1813 : John Gibson (par intérim)
- 1813-1816 : Thomas Posey